# 花上的亡靈
花上的亡靈（日語：花に亡霊／はなにぼうれい Hana ni Bōrei）是日本流行樂團Yorushika的第3張數位下載單曲，在2020年4月22日由環球音樂發行。

## 背景與發行
單曲發行同日，環球音樂在YouTube頻道上公開了花上的亡靈的30秒廣告。旁白由花江夏樹擔任。音樂錄影帶中使用了動畫電影《想哭的我戴上了貓的面具》的片段，本曲亦為該動畫電影的主題曲。
作曲家n-buna表示，這是一首純粹、充滿優美旋律和情境的歌曲，並在歌詞中加入了他喜愛的短語「夏天的氣息」。

## 評價
在日本卡拉OK機器品牌「DAM」公開2021年的最愛點的動漫歌排行榜中，獲得第27名。

## 排行榜

### 週榜
| 排行榜（2020年）         | 最高位 |
| ------------------------ | ------ |
| 日本（Japan Hot 100）    | 6      |
| 日本（Oricon合算單曲榜） | 10     |

### 年榜
| 排行榜（2020年）      | 最高位 |
| --------------------- | ------ |
| 日本（Japan Hot 100） | 42     |

## 銷量認證
| 地區                                | 认证 | 认证单位/销量 |
| ----------------------------------- | ---- | ------------- |
| 日本（日本唱片協會）                | 金   | 100,000*      |
| 串流媒體                            |      |               |
| 日本（日本唱片協會）                | 白金 | 100,000,000†  |
| *僅含認證的實際銷量 †僅含認證的銷量 |      |               |